# Mandıra, Sındırgı
Mandıra là một xã thuộc huyện Sındırgı, tỉnh Balıkesir, Thổ Nhĩ Kỳ. Dân số thời điểm năm 2010 là 267 người.